# Novembre Elèctric
Novembre Elèctric és un grup musical espanyol. És format pel compositor valencià Yeray Calvo, juntament amb els madrilenys Rodrigo Domínguez i Sergio León.
El seu primer treball discogràfic, Intacte, naix en 2014, i entre els seus referents figuren noms internacionals com Bon Iver o Sigur Rós. Les cançons están majoritàriament escrites en valencià, encara que també hi ha dos temes, d'un projecte anterior, compostos en castellà. L'àlbum va obtindre el Premi Ovidi 2014 al Millor Disc de Pop.
En 2016 presenten un disc, Tremole, amb textos del poeta aldaier Hèctor Serra, concretament quatorze cançons basades en el seu primer poemari, Trèmolo.
Amb el tercer àlbum, Quart minvant (2018), el projecte adopta un nou format de banda musical, amb les incorporacions de Bert Posada (guitarra elèctrica) i Adrián Díaz (baix). Aquest treball és guardonat com a millor disc de pop als Premis Ovidi 2018. En la primera edició dels Premis Carles Santos de la Música Valenciana, el grup també va rebre els premis al millor disc pop i al millor disseny, per la tasca realitzada per Noemí Larred per a Quart Minvant.
El 2020 va tornar amb un EP sota el títol Lluna nova (Directe a Malamute).

## Discografia
- Intacte (Mésdemil, 2014)
- Tremole (Mésdemil, 2016)
- Quart Minvant (Primavera d'Hivern, 2018)
- Lluna nova (Directe a Malamute) (Primavera d'Hivern, 2020; EP)